# Antonio Pedone
Antonio Pedone (Calatafimi, 1899 - Córdoba, 1973), fue un pintor argentino discípulo de Emilio Caraffa y Emiliano Gómez Clara. 

### Biografía
Estudia en la Academia Provincial de Bellas Artes y recibe una beca de perfeccionamiento en pintura durante el período de 1923 a 1926, la cual le permite viajar a San Gimignano junto con Héctor Valazza, Francisco Vidal y José Malanca. Su pintura son mayormente paisajes con un tratamiento emparentado con el puntillismo. Se desempeña como docente en la Academia Provincial de Bellas Artes en la asignatura Colorido (1931 - 1951) en donde tiene como alumno a Ernesto Soneira, mantuvo una estrecha relación de amistad con los pintores de su época, Egidio Cerrito, Carlos Alonso, Giovanni Bressanini, Ricardo Pedroni, Fernando Fader, entre otros, ejerce la docencia también en la Escuela de Artes de la Universidad Nacional de Córdoba, y ocupa la dirección del Museo Provincial de Bellas Artes Emilio Caraffa de 1930 a 1946. Entre sus logros más importantes se encuentra el Segundo Premio "Medalla de plata" en la Exposición Internacional de París de 1937.